# Atlético de Lugones Sociedad Deportiva
El Atlético de Lugones Sociedad Deportiva es un club de fútbol español de la localidad  asturiana de Lugones (Siero), fundado en el año 2003. Actualmente milita en la Segunda Asturfútbol. Su estadio es el Campo de Santa Bárbara.

## Historia

### Orígenes del fútbol en Lugones
El fútbol en Lugones se remonta a 1905 con la creación del primer Atlético de Lugones, fundado por José Tartiere. Disputaba sus partidos en el campo de "La Llosa". Tras esta época de existencia desapareció y se crearon nuevos clubes en la localidad en varias ocasiones, teniendo algunos de ellos otro nombre y distintos colores y campos de juego.
En 1957, al no existir en aquel momento ningún otro equipo, se crea uno con el nombre de "ACUDEL" (Agrupación Cultural Deportiva de Lugones), siendo el alma impulsora de este club Vicente Fernández Suárez y Manuel Menéndez Pintado, que quisieron llenar con él el vacío futbolístico existente en Lugones. Que cambiaría su nombre en la temporada 1958-59 por nuevamente Atlético de Lugones, pero vistiendo camiseta blanquiverde, en dos grandes franjas y pantalón negro, jugando sus encuentros en el campo de "Raicedo", siendo Joaquín Rivas Sánchez y José Menéndez presidentes e impulsores del equipo.
Este nuevo Atlético de Lugones, en su historia, tuvo un largo peregrinaje por diversos campos de fútbol, jugando en terrenos como los de "Castro", el "Carbayu" o en el "Cueto", que, como los anteriores campos de juego, fueron privados, ya que desde su fundación el club de Lugones nunca contó con instalaciones municipales. El Atlético de Lugones, al carecer de campo, en la temporada 1993-94 hizo su presentación en la calle, en la plazoleta de San Félix a modo de protesta. Pero aquí no terminan los problemas del club. En la temporada siguiente, para poder seguir jugando, tuvo que pagar en la Real Federación de Fútbol del Principado de Asturias 328000 pesetas, para no ser dado de baja de la competición. Tuvo que jugar sus partidos en Cayés, fuera del concejo de Siero. Este cúmulo de problemas acabaron abocando al club a la desaparición en 2002, cuando se disolvió por motivos económicos.

### Fundación del club
Tras la desaparición del Atlético Lugones Club de Fútbol surgirían iniciativas para que Lugones siguiera teniendo un equipo de fútbol. En febrero del año 2003, con la firma por parte de cinco simpatizantes del fútbol de la localidad sierense se funda el actual Atlético de Lugones Sociedad Deportiva, que tuvo como primer presidente a José Enrique Martínez, desde 2003 a mayo de 2009.

## Uniforme
- Uniforme titular: camiseta de rayas blanquiazules verticales, pantalón blanco y medias azules.
- Uniforme alternativo: completamente negra.

## Estadio
Su terreno de juego es el "Campo de Santa Bárbara", ubicado en el lugar de El Carbayu en Lugones. Instalaciones de propiedad municipal y cedidas por el ayuntamiento de Siero al club por 75 años. Dispone de una grada cubierta para 208 espectadores (incluida la zona de palco de autoridades) y de una capacidad total estimada en unos 1200 espectadores, 700 de ellos sentados. Es de césped artificial y tiene unas dimensiones de 105 x 70 m.

## Filiales
El club dispone de un equipo "B", se creó en 2020 y militó durante dos temporadas en la Segunda Regional. Tras una campaña sin competir, se volvió a inscribir en Tercera Asturfútbol para la temporada 2023-24. En junio de 2017 alcanzó un acuerdo de filialidad con el Beredi F.S., que estaba en Primera Regional, vinculación que se mantuvo durante dos temporadas. Disputaba sus encuentros también en el campo de Santa Bárbara, al igual que el filial.
Para la temporada 2023-24 mantiene un acuerdo de filialidad con el club de fútbol sala, C. D. Garfil F.S.K., que dispone de dos equipos, el "A" milita en 2ª Asturfutsal y el "B" en 3ª Asturfutsal.

## Trayectoria en competiciones nacionales
- Temporadas en Primera División: 0
- Temporadas en Segunda División: 0
- Temporadas en Primera Federación: 0
- Temporadas en Segunda Federación: 0
- Temporadas en Tercera: 6
- Participaciones en Copa del Rey: 2 (2022-23 y 2023-24).

## Trayectoria
| Temporada | Nivel | Categoría           | Posición         | Copa del Rey            |
| --------- | ----- | ------------------- | ---------------- | ----------------------- |
| 2003-04   | 7     | 2.ª Regional        | 2.º              |                         |
| 2004-05   | 7     | 2.ª Regional        | 1.º              |                         |
| 2005-06   | 6     | 1.ª Regional        | 3.º              |                         |
| 2006-07   | 6     | 1.ª Regional        | 1.º              |                         |
| 2007-08   | 5     | Regional Preferente | 10.º             |                         |
| 2008-09   | 5     | Regional Preferente | 5.º              |                         |
| 2009-10   | 5     | Regional Preferente | 6.º              |                         |
| 2010-11   | 5     | Regional Preferente | 5.º              |                         |
| 2011-12   | 5     | Regional Preferente | 2.º              |                         |
| 2012-13   | 4     | 3.ª División        | 17.º             |                         |
| 2013-14   | 4     | 3.ª División        | 14.º             |                         |
| 2014-15   | 4     | 3.ª División        | 10.º             |                         |
| 2015-16   | 4     | 3.ª División        | 12.º             |                         |
| 2016-17   | 4     | 3.ª División        | 17.º             |                         |
| 2017-18   | 4     | 3.ª División        | 19.º             |                         |
| 2018-19   | 5     | Regional Preferente | 10.º             |                         |
| 2019-20   | 5     | Regional Preferente | 8.º              |                         |
| 2020-21   | 5     | Regional Preferente | 3.º (Subgrupo 2) |                         |
| 2021-22   | 6     | Regional Preferente | 4.º              |                         |
| 2022-23   | 6     | 1.ª RFFPA           | 5.º              | Previa interterritorial |
| 2023-24   | 6     | 1.ª Asturfútbol     | 18.º             | 1.ª Ronda               |
| 2024-25   | 7     | 2.ª Asturfútbol     |                  |                         |

## Palmarés

### Torneos autonómicos
- Primera Regional de Asturias (1): 2006-07.
- Segunda Regional de Asturias (1): 2004-05.
- Subcampeón de la Regional Preferente de Asturias (1): 2011-12.
- Subcampeón de la Segunda Regional de Asturias (1): 2003-04.

### Trofeos amistosos
- Trofeo Memorial Josito (1): 2012.
- Torneo Tudela Veguín (1): 2012.